# RTV Parkstad
RTV Parkstad is de lokale publieke omroep van de gemeenten Heerlen, Kerkrade en Voerendaal, onderdeel van Parkstad Limburg. De omroep werd op 16 oktober 2000 opgericht. De studio's bevinden zich in Landgraaf.

## Programmering en ontvangst

### Radio
De radiozender richt zich vooral op 20 tot 55-jarigen. Het station draait voornamelijk bekende popmuziek uit de jaren 90 tot nu, afgewisseld met nieuws uit de regio Parkstad op de halve uren. Daarnaast is er ieder uur een blok '20 minuten hits op een rij, non-stop en breuzelvrij', dat op het halve uur start, waarbij de dj twintig minuten niet praat en alleen muziek draait.
In de avonduren worden onder meer livesessies en sport- en cultuurprogramma's uitgezonden.
De radiozender wordt in Zuid-Limburg in de ether op de FM-band uitgezonden op de volgende frequenties:
- 89,2 FM
- 105,7 FM
- 107,0 FM

Daarnaast zendt men uit via de website van de omroep. 
Sinds november 2021 zijn de radio uitzendingen ook te zien door middel van Visual Radio.

### Televisie
De televisieprogramma's van RTV Parkstad zijn dagelijks te bekijken via Ziggo kanaal 43, KPN kanaal 1495 binnen de regio Parkstad, en via de website van de omroep. Een aantal terugkerende programma's zijn:
- Smullen met Wim
- Parkstad Uitgelicht
- Beleef Kerkrade
- Moele mit Pelt
- RTV Parkstad Live Sessies

## Presentatoren

### Televisie
- Wim Frijns[2]
- Marco Smeets
- Anne van Dun
- Frits Pelt
- Kim Brouns

### Radio
- Henk van Baren
- Rinie van Breugel
- Maurice Cammelot
- Rainier Eggen
- Erik Kerkhof
- Arno Krijnen
- Richard Reggers
- Theo Samson
- Marco Smeets
- Johan de Vos
- Fer Vroomen
- Kim Brouns
- Eric Piefer
- Bas Wientjens
- Dylano van Beek